# 카네미츠 노부아키
카네미츠 노부아키(일본어: 金光 宣明 가네미쓰 노부야키[*], 1973년 11월 22일 ~ )는 일본의 남자 성우이다. 효고현 고베시 출신. 81 프로듀스 소속.

## 출연 작품

### TV 애니메이션
1997년
- 닥터 슬럼프(소라마메 크리킨톤)

2010년
- 슈퍼로봇대전 OG 디 인스펙터(그라이엔 그라스만)
- 그래도 마을은 돌아간다(기쿠치 다카노리)
- 메이저 6기(던스턴)

2011년
- 스켓 댄스(죠가사키 미쓰루)

2012년
- 다마고치! 꿈 키라 드림(기라파파치)

2014년
- GO-GO 다마고치!(기라파파치)

2018년
- 반짝반짝 해피★ 열려라! 고코타마(판토니오)

### 극장판 애니메이션
2024년
- 명탐정 코난: 100만 달러의 오릉성(카네미츠 노부야키)

### OVA
2011년
- 테일엔더즈(구에로 런던, 감독)